# 638 Moira
638 Moira este un asteroid din centura principală, descoperit pe 5 mai 1907, de Joel Metcalf.